# Idil Ibrahim
Idil Ibrahim (somali:  Idil Ibraahiim, em árabe: إيديل إبراهيم) é uma directora, produtora, escritora e actriz de cinema nascida nos Estados Unidos e nacionalizada somali.

## Biografia

### Plano pessoal
Ibrahim obteve uma Licenciatura em Artes em 2002 da Universidade de Califórnia, Berkeley. No seu último ano na instituição foi seleccionada como estagiária na Academia das Artes e Ciências da Televisão. Enquanto estava em Berkeley levando a cabo sua licenciatura, foi seleccionada para realizar um prestigioso estágio na Academia de Artes e Ciências da Televisão (ATAS) na categoria de Série Episódica. Durante o seu tempo na Arts Bridge, Ibrahim ensinou análise de filmes documentários e produção de filmes a estudantes da Berkeley High School.
Além disso, Ibrahim cursou estudos de pós-graduação na Universidade de Nova York, após ter ganhado uma bolsa de arte Nadine Abergel. Ibrahim foi colega do repórter gráfico britânico Tim Hetherington até que foi assassinado numa missão em Misurata, Líbia, durante a guerra civil desse país em 2011. O senador norte-americano John McCain enviou duas bandeiras norte-americanas ao funeral de Hetherington em Nova York, uma das quais foi apresentada a Ibrahim por membros da Brigada 173 que tinha servido em combate com Hetherington e o escritor Sebastian Junger em multidão de ocasiões.
Actualmente reside em Nova York e frequentemente viaja ao redor do mundo com vários projectos cinematográficos.

### Carreira
Idil tem trabalhado em laureados projectos cinematográficos filmados em Cuba, Sérvia, Japão, Turquia, Somália, Líbano, Zâmbia, Quénia, Senegal e Uganda. Produziu o filme Homecoming de Jim Chuchu, juntsamente com Wanuri Kahiu, como parte do programa Metrópoles Africana: 7 directores, 7 cidades, com o apoio do Festival de Cinema de Roterdão, a Fundação Hubert Bals e o Instituto Goethe de África do Sul. Idil também produziu e dirigiu a quarta parte do documentário Behind the Scenes de Fishing Without Nets para VICE, que se filmou no Quénia e é baseado na longa-metragem do mesmo nome. Como actriz, interpretou a protagonista feminina no mencionado filme. Em 2014, Idil apresentou dois projectos no Festival de Cinema de Sundance. Além da sua participação no filme Fishing Without Nets, também produziu o documentário experimental Am I Going Too Fast?, filmado no Quénia e dirigido por Hank Willis Thomas e Christopher Myers. Am I Going Too Fast? fez parte do Sundance Global Filme Challenge, apoiado pela Fundação Bill e Melinda Gates.
Em 2008 Ibrahim desempenhou funções como produtora sócia no longo documentário Americana. Dirigido por Topaz Adizes e produzido por Corinne Golden Weber, foi exibida no Festival Cinéma du Réel de 2009 no Centro Georges Pompidou de Paris. A obra também foi seleccionada para fazer parte da selecção do Festival Internacional de Cinema Documentário Margaret Mead e do Festival de Cinema AFI de Dallas. Idil também se desempenhou funções como produtora sócia no filme Laredo, Texas, também uma selecção oficial do Festival de Cinema de Sundance em 2010. Foi uma das produtoras do filme Treze Anos, rodado em Cuba e seleccionado do mesmo modo para participar no Festival de Cinema de Sundance em 2009, no Festival Aspen Shortsfest e no Festival de Cinema Independente de Ashland. Treze Anos também se apresentou em Pangea Day, um evento multimédia global que se transmitiu simultaneamente em vários lugares de todo mundo como Kigali, Cairo, Londres, Rio de Janeiro e Nova York, com a missão e o propósito de reduzir divisões e criar mudanças globais através do poder do cinema.
Ibrahim foi uma das directoras seleccionadas pela revista Glamour e The Girl Project para gravar uma curta-metragem sobre a educação de uma menina em Malawi. Apareceu no website da revista Glamour num artigo escrito por Shay Maunz titulado Uma conversa com a cineasta e a activista Idil Ibrahim. Além disso, foi convidada pelo Museu de Arte de Honolulu em junho de 2017 para uma projecção de Fishing Without Nets, que faz parte da série de filmes Seventh Art Estande.

## Filmografia
- Americana (2008)
- Treze anos (2009)
- Laredo, Texas (2010)
- Homecoming (2013)
- Transit Game (2014)
- Fishing without Nets (2014)
- Sega (2018)